# Château de Nyon
Le château de Nyon est un château de Suisse, situé sur le territoire de la ville vaudoise de Nyon.

## Histoire
Implanté sur un site occupé dès l'époque romaine par des maisons d'habitation, le château était à l'origine une maison forte appartenant aux sires de Prangins, bâtie peut-être vers 1280, mais sans doute considérablement modifiée après la prise de Nyon par la Savoie en 1293, avec adjonction de tourelles d'angle par Guillaume du Chêne.
En raison de la conquête du Pays de Vaud par les Bernois en 1536, le château passe en mains bernoises. Devenu siège baillival, il est fortement transformé entre 1574 et 1583 par des maîtres maçons originaires de la Valsesia, Uli II Bodmer et Antoine Vallon, sous la direction de Uli Jordan.
Après la révolution vaudoise de 1798, la ville de Nyon rachète le bâtiment en 1804 et lui trouve diverses affectations, facilitées par le démantèlement, vers 1825, des fortifications avancées qui protégeaient l'accès au château et l'isolaient de la place publique adjacente. L'édifice abrite désormais des locaux administratifs, les prisons de district jusqu'en 1979, la salle du Conseil communal et tribunal jusqu'en 1999. Depuis 1888, le château accueille également un musée historique qui deviendra, dès le milieu du XXe siècle le musée historique et des porcelaines de Nyon.
Le château, de même que le musée, est inscrit comme bien culturel suisse d'importance nationale. Il a été totalement restauré de 1999 à 2006 par un consortium d'architectes locaux pour un coût total de 17,5 millions de francs. Depuis, le musée occupe l'ensemble du bâtiment, bénéficiant également de la terrasse réaménagée.